# باغشلومحله
باغشلومحله، روستایی از توابع بخش حویق شهرستان طوالش در استان گیلان ایران است.

## جمعیت
این روستا در دهستان حویق قرار دارد و براساس سرشماری مرکز آمار ایران در سال ۱۳۸۵، جمعیت آن ۵۲۳ نفر (۱۱۰خانوار) بوده‌است. مردم این روستا به زبان ترکی آذربایجانی صحبت میکنند.